# 布希維克 (布魯克林)

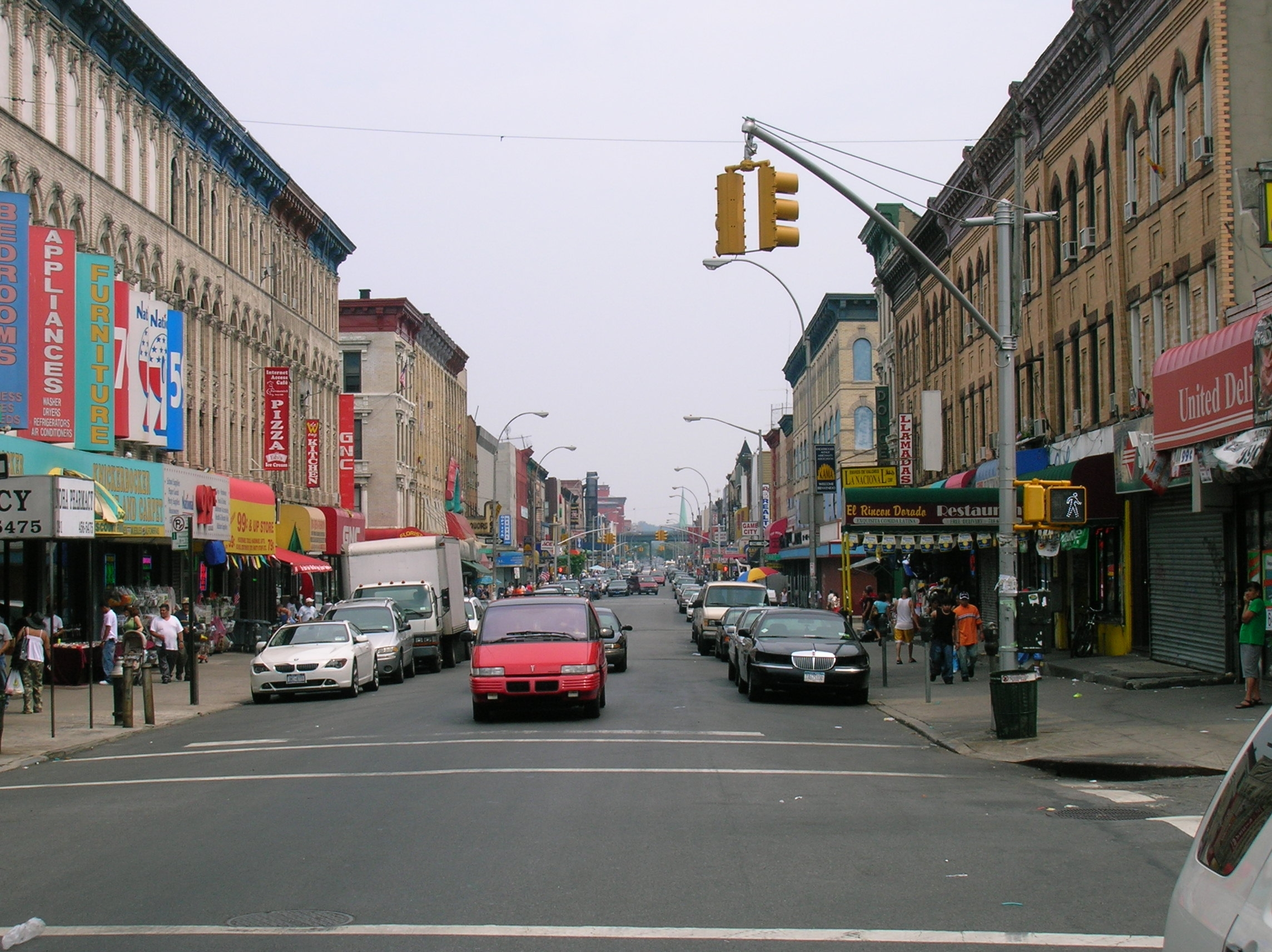
布希維克的主要商店街——尼克博克大道（Knickerbocker Avenue）

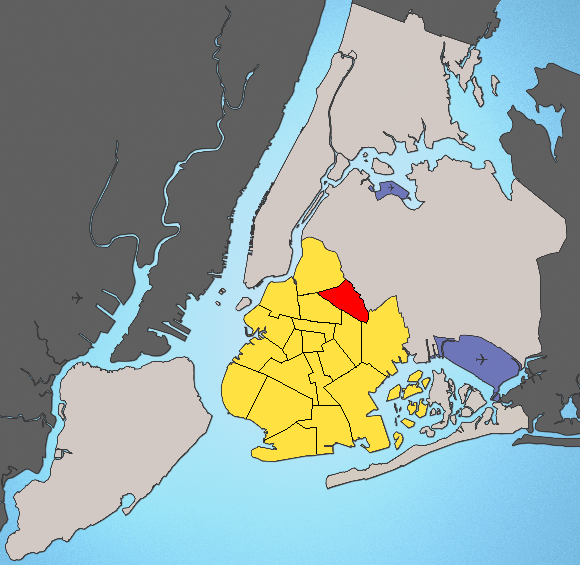
布魯克林分區地圖，紅色地區即為布希維克

布希維克（英語：Bushwick）是美國紐約市布魯克林北部的一個下層中產階級社區。布希維克北鄰威廉斯堡（Williamsburg），東北面是瑞吉伍德（Ridgewood），東南邊與東紐約相鄰，南面與布朗斯維爾（Brownsville）相接，西南面是贝德福德-斯泰弗森特（Bedford-Stuyvesant）。布希維克曾是一個獨立的城鎮，在歷史上經過多次領域的變動。

## 人口結構
布希維克在2010年時的人口數為140,427，其中35.7%是出生於美國以外的地區。根據弗曼中心（Furman Center）2010年的種族多元化指數，布希維克為0.57分，在紐約市的所有區域中排名第28名。大多數的居民是來自波多黎各加勒比海群島和多明尼加共和國的拉丁裔美国人，但近幾年來本土出生的美國人和來自其他國家的拉丁裔人口逐漸增加，特別是來自墨西哥的移民。布希維克在2010年的家庭收入中數為$38,104美元，有28.5%的人口位於貧窮門檻之下，使得布希維克成為紐約市第12貧窮的區域。此區有超過75%的孩童出生於貧窮的家庭。有34.6%的學童是識字程度符合所就讀的年級，讓布希維克在2007年成為紐約市內識字率排名第26的區域。46.4%的學童數學能力與所就讀年級相符。在2007年，布希維克每1000人中約有23人為重罪犯，在紐約市的各區中重罪犯數量排名第29名
布希維克是布魯克林中拉丁裔美国人的重要據點，有將近80%的居民為拉丁裔。此區主要的商店街是尼克博克大道（Knickerbocker Avenue）、默特尔大道（Myrtle Avenue）、威科夫大道（Wyckoff Avenue）和百老匯大道（Broadway）。

## 住房
布希維克大多數的住房類型為六戶公寓大樓和兩至三戶的連排別墅。住宅建築的平均屋齡為76年。有超過91%的住宅與公園的距離在440碼（400）以內，而89.7%以上的住宅距離地鐵車站不超過0.5英里（800）。

## 資料來源
1. ↑  . brooklyn.cuny.edu.   [2011-05-05]. （原始内容存档于2007-11-09）.
2. 1 2 3   (PDF). Furman Center for Real Estate & Urban Policy. 2010  [2013-06-20]. （原始内容存档 (PDF)于2013-09-18）.